# Zespół dworski w Młodziejowicach
Zespół dworski w Młodziejowicach – zespół dworski z otoczeniem parkowym znajdujący się w Młodziejowicach, w gminie Michałowice, w powiecie krakowskim.
W skład zespołu dworskiego wchodzi: dwór, młyn, oraz park.
Obiekt został wpisany do rejestru zabytków nieruchomych Wojewódzkiego Urzędu Ochrony Zabytków w Krakowie.

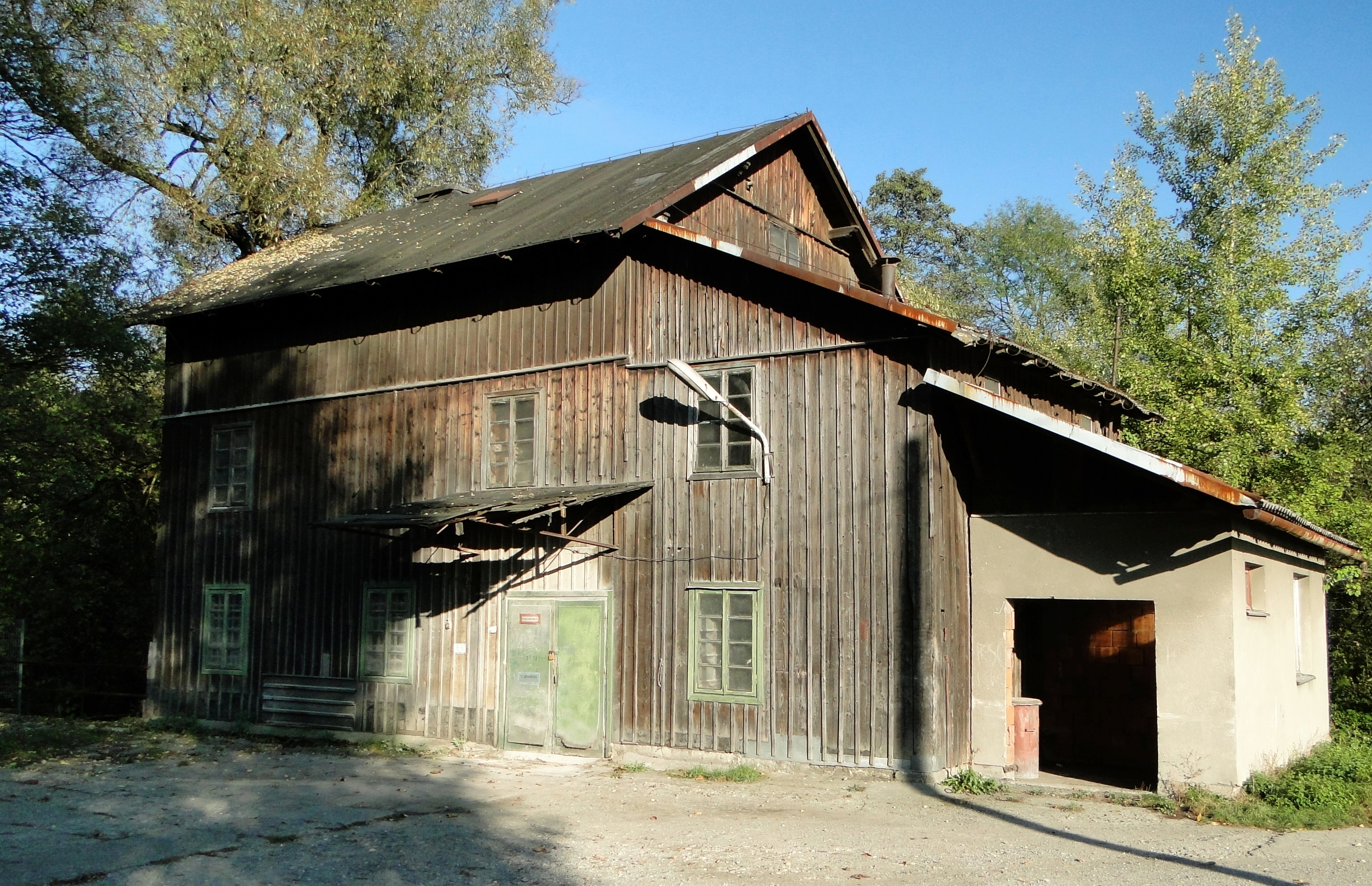
Młyn

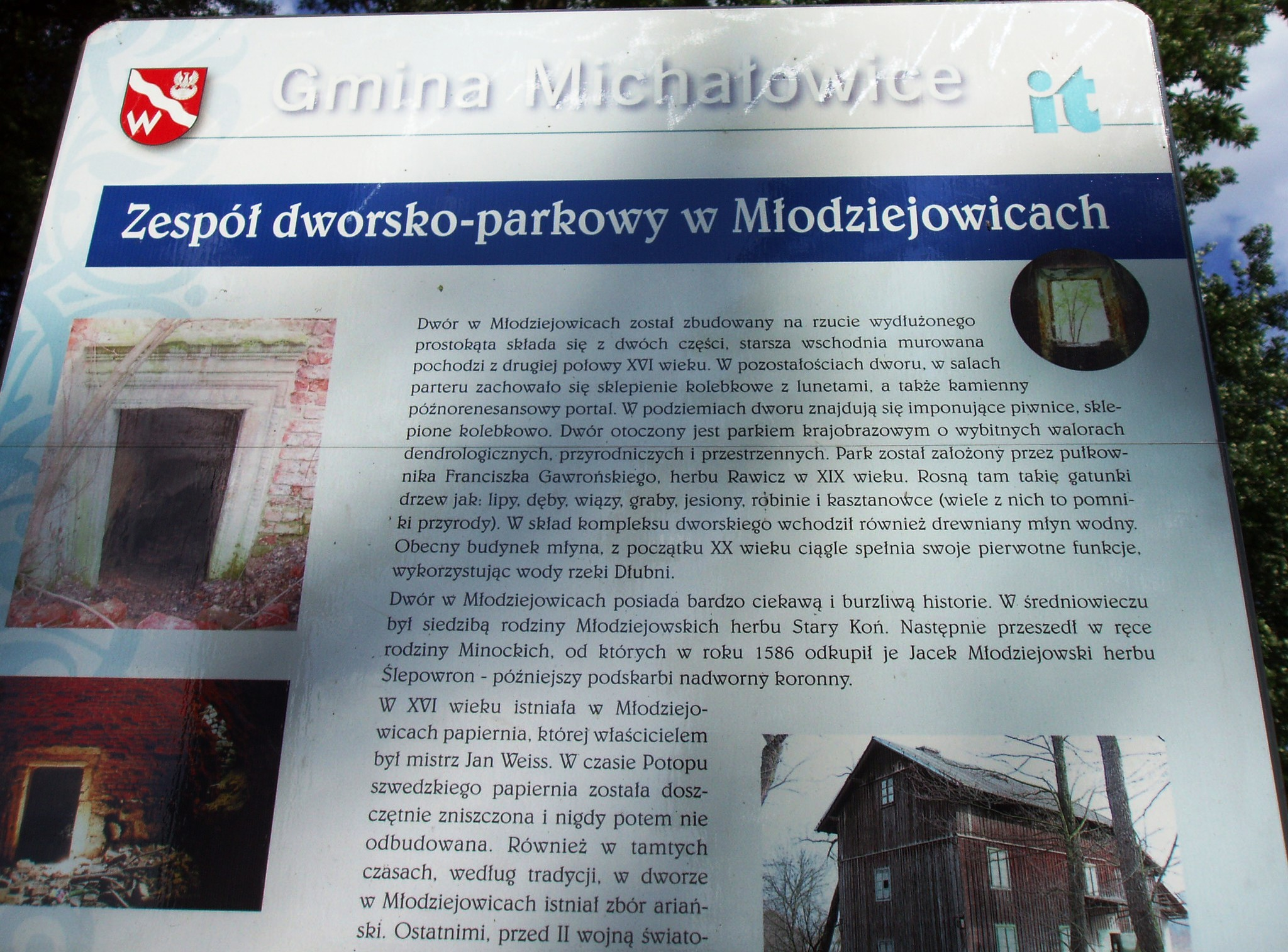
Tablica informacyjna

Na początku dwór należał do rodziny Młodziejowskich pieczętującej się herbem Starykoń. W XVI w. jego właścicielem został Jan Mężyk, a następnie rodzina Minockich. W 1586 roku dwór odkupił Jacek Młodziejowski herbu Ślepowron. Przy dworze istniała wówczas papiernia, należąca do Jana Weissa, zniszczona w czasie Potopu szwedzkiego. W XVI w. w dworze istniał także zbór braci polskich. W XVIII w. dwór należał do Borzęckiego herbu Półkozic, a potem do Katarzyny Ankwiczowej herbu Awdaniec. Od XIX w. właścicielem został pułkownik Franciszek Gawroński pieczętujący się herbem Rawicz, który stworzył ogród wokół dworu. Pozostałości po tym ogrodzie dotrwały do dziś. Przed II wojną światową, właścicielami była rodzina Dyakowskich oraz familia Myśliwy. Obecnie dwór jest własnością prywatną.